# Nymphoides cordata
Nymphoides cordata là một loài thực vật có hoa trong họ Menyanthaceae. Loài này được (Elliott) Fernald mô tả khoa học đầu tiên năm 1938.